# Robbie Ryan
Robbie Ryan (Dublin, 1970) is een Iers cameraman (director of photography). Hij werkt regelmatig samen met Britse filmmakers als Andrea Arnold en Ken Loach.

## Biografie
Robbie Ryan werd in 1970 geboren in de Ierse hoofdstad Dublin en groeide op in Sandymount. Zijn vader was een ontwikkelaar van microfilm. Reeds op 14-jarige leeftijd besliste hij om cameraman te worden. Hij studeerde begin jaren 1990 aan de Institute of Art, Design & Technology (IADT) in Dún Laoghaire.

## Carrière
Ryan begon zijn carrière met het filmen van korte films, reclamespots en muziekvideo's. In 1997 nam hij met de onafhankelijke film How to Cheat in the Leaving Certificate zijn eerste langspeelfilm op. De productie werd in zwart-wit opgenomen op 16mm-film.
In 2003 werkte hij voor het eerst samen met regisseuse Andrea Arnold. Het duo nam toen samen de korte film Wasp op. In de daaropvolgende jaren werkten Arnold en Ryan ook samen aan de langspeelfilms Red Road (2006), Fish Tank (2009), Wuthering Heights (2011) en American Honey (2016). 
Zijn eerste samenwerking met regisseur Ken Loach was de komedie The Angels' Share (2012). Nadien werkten de twee ook samen aan onder meer Jimmy's Hall (2014) en I, Daniel Blake (2016). Die laatste film werd op het filmfestival van Cannes bekroond met de Gouden Palm.
Zijn camerawerk voor het kostuumdrama The Favourite (2018) van de Griekse regisseur Giorgos Lanthimos leverde Ryan begin 2019 een BAFTA- en Oscarnominatie op.

## Filmografie
- How to Cheat in the Leaving Certificate (1997)
- Retribution in the Year 2050 (1998)
- Large (2001)
- This Is Not a Love Song (2002)
- Isolation (2005)
- Red Road (2006)
- Mischief Night (2006)
- Brick Lane (2007)
- Carmo, Hit the Road (2008)
- Fish Tank (2009)
- The Scouting Book for Boys (2009)
- Patagonia (2010)
- I Am Slave (2010)
- Wuthering Heights (2011)
- The Angels' Share (2012)
- Ginger & Rosa (2012)
- The Last Days on Mars (2013)
- Philomena (2013)
- Catch Me Daddy (2014)
- Jimmy's Hall (2014)
- Slow West (2015)
- I Am Not a Serial Killer (2016)
- I, Daniel Blake (2016)
- American Honey (2016)
- The Meyerowitz Stories (New and Selected) (2017)
- The Favourite (2018)
- Sorry We Missed You (2019)
- Marriage Story (2019)
- The Roads Not Taken (2020)
- C'mon C'mon (2021)
- The Afterlight (2021)
- Medusa Deluxe (2022)
- The Old Oak (2023)
- Poor Things (2023)
- Bird (2024)
- Kinds of Kindness (2024)